# Wu Chengying
Wu Chengying (吴承瑛S, Wú ChéngyīngP; Shanghai, 21 aprile 1975) è un ex calciatore cinese, di ruolo difensore.

## Carriera
È ricordato prevalentemente per aver militato allo Shanghai Shenhua dove ha vinto il campionato e la Coppa della Cina prima di trasferirsi allo Shanghai International, attuale Guizhou Renhe, per la cifra record di 13 milioni di yuan cinesi (pari a circa € 1,68 milioni odierni).
Nel gennaio 2002 fa un provino di 5 giorni al Como, senza essere tesserato.

### Nazionale
A livello internazionale, invece, è stato una colonna portante della nazionale cinese con la quale ha partecipato alla Coppa d'Asia 1996 e 2000 e ai mondiali del 2002.
Ha giocato per la Nazionale cinese e ha partecipato ai Mondiali 2002.

## Palmarès

### Club
- First Division A: 1

Shanghai Shenhua: 1995
- Supercoppa cinese: 2

Shanghai Shenhua: 1996, 1999
- Coppa della Cina: 1

Shanghai Shenhua: 1998